# كريس ووكر (متسابق دراجات نارية)
كريس ووكر (بالإنجليزية: Chris Walker)‏ مواليد 25 مارس 1972 في نوتنغهام، نوتنغهامشير، هو متسابق دراجات نارية بريطاني. نافس في سباقات بطولة العالم لفئة 500 سي سي ولفئة 250 سي سي ولفئة 50 سي سي. كما شارك في بطولة العالم للسوبربايك وبطولة العالم للسوبرسبورت.

## وصلات خارجية
- كريس ووكر على موقع MotoGP.com (الإنجليزية)
- كريس ووكر على موقع WorldSBK.com (الإنجليزية)

- الموقع الإلكتروني